# الکساندر کوزلینا
الکساندر کوزلینا (انگلیسی: Aleksandar Kozlina; ۲۰ دسامبر ۱۹۳۸ – ۱۰ آوریل ۲۰۱۳) بازیکن فوتبال کروات‌تبار اهل یوگسلاوی بود.
از باشگاه‌هایی که در آن بازی کرده‌است می‌توان به باشگاه فوتبال اس‌سی فورتونا کلن و باشگاه فوتبال هایدوک اسپلیت اشاره کرد.
وی در مسابقات کشوری و بین‌المللی در مجموع برندهٔ ۱ مدال طلا شده‌است.